# Talode
Talode é uma cidade  no distrito de Nandurbar, no estado indiano de Maharashtra.

## Geografia
Talode está localizada a 20° 29′ N, 74° 50′ L. Tem uma altitude média de 366  metros (1200  pés).

## Demografia
Segundo o censo de 2001, Talode tinha uma população de 25,034 habitantes. Os indivíduos do sexo masculino constituem 51% da população e os do sexo feminino 49%. Talode tem uma taxa de literacia de 60%, superior à média nacional de 59.5%: a literacia no sexo masculino é de 68% e no sexo feminino é de 52%. Em Talode, 13% da população está abaixo dos 6 anos de idade.